# Domine, quo vadis?
Domine, quo vadis? (dt. Herr, wohin gehst du?) ist ein Gemälde des italienischen Barockmalers Annibale Carracci. Es entstand um 1602 und ist mit Öl auf Leinwand gemalt. Es befindet sich heute in der National Gallery (London). Es misst 77,4 × 56,3 cm.
Das Bild zeigt den Apostel Simon Petrus gemeinsam mit Jesus Christus (links) und stellt die Legende aus den Paulusakten über eine Episode aus der Christenverfolgung im Jahr 67 oder 68 n. Chr. dar.
Petrus verließ auf der Via Appia die Stadt Rom und unterwegs begegnete ihm Christus. Der Apostel fragte ihn: „Herr, wohin gehst du?“ (lat. „Domine, quo vadis?“). Als er die Antwort gehört hatte, er komme, um sich noch einmal kreuzigen zu lassen, brach Petrus beschämt seine Flucht ab und kehrte um. In Rom wurde er dann verhaftet und gekreuzigt. 
An der Stelle dieser Begegnung wurde im 9. Jahrhundert die Kirche Santa Maria in Palmis erbaut.